# 杉村広蔵
杉村 廣藏（すぎむら こうぞう、1895年10月3日 - 1948年1月8日）は、経済哲学者。旧制東京商科大学（一橋大学の前身）助教授や予科教授を務めていたが、白票事件と呼ばれる学内抗争に巻き込まれ大学を退職したのち、三菱商事監査役等を務めたが早世した。師の左右田喜一郎とともに経済哲学の創始者とされる。東京商科大学経済学博士。

## 経歴

### 生い立ち
北海道函館生まれ。函館商業学校（現北海道函館商業高等学校）本科を経て、1915年東京高等商業学校（一橋大学の前身）予科に進み、同本科や専攻部で左右田喜一郎や三浦新七に師事する。
1921年同校専攻部卒業、商学士。同年旧制東京商科大学（東京高等商業学校から大学に昇格、新制一橋大学の前身）助手、1923年同大学助教授就任。1924年イェーナに留学し、左右田の訃報を受け1927年帰国し、助教授、予科教授、専門部講師を務める。1929年故左右田喜一郎博士記念会実行委員。

### 白票事件
1935年博士号請求論文「経済社会の価値論的研究」を提出し審査委員会を通るが教授会で否決され、一年にわたる商科大紛争（白票事件）の発端となる。杉村は学長・佐野善作に辞表を提出、佐野は教授会での白票を無効として論文を可決する案を提示するが杉村は納得せず、論文を岩波書店から刊行する。学内抗争に発展して佐野は辞職、三浦新七が新学長となるが、1936年三浦は佐野派教職員の解職を発表、これに納得しない教授ら十四名が連袂して辞表を提出、文相平生釟三郎が乗り出し杉村を依願免官とした。
1939年「経済倫理の構造」で東京商科大学経済学博士。

### その後の活動と早逝
免官後の杉村は大学の職には就かず、1938年上海日本商工会議所理事、1939年興亜院嘱託、上海日本居留民団議員、上海共同租界市参議会委員。1942年貿易統制会理事兼企画第一部長、世界経済調査会産業委員、長江産業貿易開発協会特別委員。
1943年には村田省蔵の「比島調査委員会」の経済体制担当委員として、馬場啓之助補助委員とともにフィリピンでの現地調査に従事するとともに交易営団理事兼調査部長。
戦後1946年から東京商大で講師を、1947年からは三菱商事監査役を務めたが、1948年死去。享年54。

## 門下
東京商科大学助教授としては後に総理大臣となった大平正芳らを教えた。特に大平には大きな影響を与えており、後年大平は「わたしの思想というものが仮にあるとすれば（杉村先生の思想が）それをつくるものの考え方の素材となっている」と述べ、杉村の著書『経済倫理の構造』は大平が亡くなる直前まで傍らに置かれていた。

## 著書
- カント 三省堂 1935（社会科学の建設者人と学説叢書 ; 第8）
- 経済哲学の基本問題 岩波書店 1935
- 経済学方法史 理想社 1938
- 経済倫理の構造 岩波書店 1938
- 経済哲学通論 理想社 1938
- 支那の現実と日本 岩波書店 1941
- 支那・上海の経済的諸相 岩波書店 1942
- 営団経済の倫理 大理書房 1943
- 経済哲学概説 東洋経済新報社 1947
- 経済哲学原理 東洋経済新報社 1947
- 社会主義の哲学 近代社会の平等化の論理 武藤光朗共著 夏目書店 1947
- 経済学方法史 理想社 1948
- 経済倫理の構造 岩波書店 1948
- 経済哲学の基本問題 理想社 1948
- 世界経済安定の諸問題 社会評論社 1948
- カントと社会哲学 思索社 1948
- 社会主義の哲学 角川書店 1963

## 関連文献
- 上久保敏 『日本の経済学を築いた五十人：ノン・マルクス経済学者の足跡』 日本評論社、2003年 ISBN 4535553645

「杉村廣蔵の経済哲学 白票事件と一橋の伝統」参照。